# Angioblasty
Angioblasty – grupa komórek zarodka, wyodrębniona z mezodermy, z której we wczesnym stadium rozwoju kręgowców tworzy się krew i naczynia krwionośne.